# Austrian National Election Study
Die Austrian National Election Study (AUTNES, manchmal auch Österreichische Nationale Wahlstudie) ist eine sozialwissenschaftliche Erhebung und beobachtet und analysiert zunächst drei Nationalratswahlen (2008, 2013 und 2017). In diesem bislang umfassendsten Projekt der österreichischen Wahlforschung werden als Datenbasis Querschnitts- und sowohl kurz- als auch langfristige Längsschnittumfragen eingesetzt und mit einem Kandidatensurvey sowie Inhaltsanalysen der Wahlwerbung, Presseaussendungen, Parteiprogramme, Medienberichterstattung und sozialen Medien kombiniert. Das zentrale Ziel ist es einen Beitrag zum besseren Verständnis über das Funktionieren der österreichischen Demokratie zu liefern.
Mit Stand 2019 wird die Studie wird von Wolfgang C. Müller, Sylvia Kritzinger und Hajo G. Boomgaarden (alle Universität Wien) geleitet. Frühere Projektleiter waren Günther Lengauer, Fritz Plasser und Klaus Schönbach. AUTNES wurde von 2009 bis 2016 vom Fonds zur Förderung der wissenschaftlichen Forschung (FWF) finanziert. Die AUTNES Wahlstudie zur Nationalratswahl 2017 wird im Rahmen von ACIER – Austrian Cooperative Infrastructure for Electoral Research durchgeführt und wird über die Hochschulraumstrukturmittel des Bundesministeriums für Bildung, Wissenschaft und Forschung finanziert. ACIER ist eine Forschungskooperation zwischen der Universität Wien, der Universität Salzburg und der Universität Innsbruck und läuft bis 2019. Eine institutionelle Weiterführung als Österreichische Wahlstudie wird angestrebt.
Zuzüglich zu zahlreichen Publikationen in international renommierten Fachjournalen veröffentlichte das Team rund um AUTNES 2014 das Buch „Die Nationalratswahl 2013 – Wie Parteien, Medien und Wählerschaft zusammenwirken“.

## Design von AUTNES
AUTNES ist eine integrierte Studie, welche sowohl die 'Demand Side' (Wähler) und die 'Supply Side' (politische Parteien und Kandidaten) im politischen Wettbewerb berücksichtigt, als auch die 'Media Side' (Medienberichterstattung im Wahlkampf) umfasst.

### Die Demand Side
Die ‚Demand Side‘ fokussiert generell auf das Wahlverhalten der Österreicher bei Nationalratswahlen und wie sich dieses beschreiben und erklären lässt. Die wichtigsten Forschungsfelder des Teams sind bspw. das Wahlverhalten rund um ‚Wählen mit 16‘, populistische Einstellungen und die Wahl rechts-populistischer Parteien, die Bedeutung von Koalitionspräferenzen, sowie Einstellungen zu Zuwanderung und Wirtschaftslage.

### Die Supply Side
Dieser Projektteil beschreibt und analysiert die Angebotsseite bei Wahlen. Die Supply Side bearbeitet klassische und neue Forschungsfragen zur Dynamik in der Themenschwerpunktsetzung der Parteien in Parteiprogrammen oder Presseaussendungen und ihrer Positionierung, ihrer Ausrichtung auf Spitzenkandidaten, wie Parteien mit ihrer Konkurrenz und ihrer Erfolgsbilanz umgehen, sowie der Kampagnenstrategien der Kandidaten und der Parteien in den Wahlkreisen. Unter anderem steht auch das negative Campaigning im Mittelpunkt.

### Die Media Side
Der Projektteil 'Media Side' ist für eine systematische und umfassende Inhaltsanalyse der Berichterstattung über österreichische Politik sowie Politiker während des Wahlkampfs verantwortlich. Zum einen soll das Wissen und Verständnis über die Produktion politischer Medien-Botschaften in Wahlzeiten und deren Auswirkungen auf den Medieninhalt erweitert werden. Zum anderen liegt der Fokus auf dem Einfluss der Medienberichterstattung auf Einstellungen, Wahrnehmungen und Entscheidungen der Wählerschaft.

### Die Integration der AUTNES-Komponenten
Die Umfragekomponenten sind durch einen identischen Kernfragenkatalog verbunden, der durch komponentenspezifische Fragen komplettiert wird, um die einzelnen Analyseziele jeder Komponente zu realisieren. Der ähnliche zeitliche Rahmen ermöglicht zudem, die verschiedenen Komponenten miteinander zu vergleichen. Parallel zu den Umfrage-Komponenten liefern die Wahlkampf-Medieninhaltsanalysen, die Analysen der TV-Duells, die Kandidatenstudien sowie die Inhaltsanalysen der Parteiprogramme, Presseaussendungen und Wahlwerbungen kontextbezogene Informationen für die Erklärung des individuellen Verhaltens der Wähler.

## Daten
Die im Rahmen von AUTNES generierten Datensätze stehen der interessierten Öffentlichkeit kostenfrei zur Verfügung. Bis zum Jahr 2016 sind sie über GESIS, ab dem Jahr 2017 über AUSSDA – The Austrian Social Science Data Archive abrufbar.

## Internationale Kooperationen
AUTNES steht in enger Zusammenarbeit mit anderen nationalen Wahlstudien (z. B. German Longitudinal Election Study und Swiss Electoral Studies) sowie komparativen Projekten wie der Comparative Study of Electoral Systems (CSES).